# Псевдоредуктивная группа
Псевдоредуктивная группа над полем k (иногда называемая k-редуктивной группой) — это гладкая связная аффинная алгебраическая группа, определённая над k, k-унипотентный радикал которой (т.е. наибольшая гладкая связная унипотентная нормальная k-подгруппа) тривиальна. Над совершенным полем псевдоредуктивные группы — это то же самое, что (связные) редуктивные группы, но над несовершенными полями Жак Титс нашёл несколько примеров псевдоредуктивных групп, не являющихся редуктивными. Псевдоредуктивная k-группа не обязательно редуктивна (поскольку k-унипотентный радикал в общем случае не коммутирует с несепарабельным скалярным расширением на k, таким как скалярное расширение до алгебраического замыкания поля k).  Псевдоредуктивные группы возникают естественным образом при изучении алгебраических групп над полями функций на многообразиях с положительной размерностью, имеющих положительную характеристику (даже над совершенным полем констант).
Шпрингер дал объяснение результатов Титса на псевдоредуктивных группах, а Конрад, Габбер и Прасад использовали труд Титса для развития теории общей структуры, включая более продвинутые области, такие как техники построения, системы корней, группы корней и открытые ячейки, теоремы классификации и приложения к теоремам рациональной смежности для гладких связных аффинных групп над произвольными полями. Общая теория (с приложениями) на 2010 год суммирована в статье Реми, и позднее во втором издании книги Конрада, Габбера и Прасада, а в книге Конрада и Прасада приведены дальнейшие улучшения.

## Примеры нередуктивных псевдоредуктивных групп
Предположим, что k является несовершенным полем характеристики 2, а a является элементом поля k, не являющимся квадратом. Пусть G — группа ненулевых элементов x + y√a в k[√a]. Существует морфизм из G в мультипликативную группу Gm, переводящая x + y√a в норму x2 – ay2, ядром же является подгруппа элементов с нормой 1. Лежащая в основе приведённая схема геометрического ядра изоморфна аддитивной группе Ga и является унипотентным радикалом геометрического слоя группы G, но эта приведённая схема подгруппы геометрического слоя не определена над k (то есть она не появляется из замкнутой подсхемы группы G над базисным полем k) и k-унипотентный радикал группы G тривиален. Таким образом, G является псевдоредуктивной k-группой, но не редуктивной k-группой. Похожее построение работает при использовании примитивного нетривиального чисто несепарабельного конечного расширения любого несовершенного поля с любой положительной характеристикой, с единственной разницей, что формула для нормы отображения несколько более сложна по сравнению с предыдущими квадратичными примерами.
Более обще, если K является нетривиальным чистым несепарабельным расширением поля k и G является любой нетривиальной связной редуктивной K-группой, то сужение Вейля H=RK/k(G) является гладкой связной аффинной k-группой, для которой имеется (cюръективный) гомоморфизм из HK в G. Ядро этого K-гомоморфизма снижает унипотентный радикал геометрического слоя группы H и не определено над k (то есть не получается из схемы замкнутой подгруппы группы H), так что RK/k(G) является псевдоредуктивной, но не редуктивной. Предыдущий пример является специальным случаем, использующим мультипликативную группу и расширение K=k[√a].

## Классификация и экзотические проявления
Над полем с характеристикой, большей 3, все псевдоредуктивные группы могут быть получены из редуктивных групп путём «стандартного построения», обобщающего построение, описанное выше.  Стандартное построение использует вспомогательную коммутативную псевдоредуктивную группу, которая оказывается подгруппой Картана результата построения, а главная сложность для общей псевдоредуктивной группы заключается в том, что структура подгрупп Картана (которые всегда коммутативны и псевдоредуктивны) таинственна. Коммутативные псевдоредуктивные группы не попадают ни под какую классификацию (в отличие от связного редуктивного случая, для которого они являются торами, а потому доступны через решётки Галуа), имеют полезное описание ситуации вне характеристик 2 и 3 в терминах редуктивных групп над некоторым конечным (возможно, несепарабельным) расширением базисного поля.
Над несовершенным полем с характеристиками 2 или 3 имеется несколько дополнительных псевдоредуктивных групп (называемых экзотическими) получающихся из исключительных изогений между группами типов B и C в характеристике 2, между группами типа {\displaystyle F_{4}} в характеристике 2 и между группами типа G₂ в характеристике  3, используя конструкцию, аналогичную конструкции групп Ри.  Более того, для характеристики 2 есть дополнительные возможности, возникающие не из исключительных изогений, а из факта, что для односвязных групп типа C (т.е. симплектических групп) имеются корни, делящиеся (на 2) в весовой решётке. Отсюда возникают примеры, система корней которых (над сепарабельным замыканием базисного поля) нередуцируема. Такие примеры существуют с расщепимым максимальным тором и неприводимой нередуктивной системой корней любого положительного ранга над любым несовершенным полем характеристики 2.  Классификация в характеристике 3 полная, как и для бо́льших характеристик, но для характеристики 2 классификация наиболее полна для случая [k:k^2]=2 (вследствие трудностей, вызванных как примерами с неприводимой системой корней, так и явлениями, связанными с определёнными регулярными вырожденными квадратичными формами, которые существуют только для  [k:k^2]>2).  Последующая работа Конрада и Прасада, основанная на дополнительном материале, включённом во второе издание книги Конрада, Габбера и Прасада, завершает классификацию для характеристики 2 с точностью до контролируемого центрального расширения путём приведения исчерпывающего массива дополнительных конструкций, которые существуют только при [k:k^2]>2, в конечном счёте базирующихся на понятии специальных ортогональных групп, пристроенных к регулярным, но вырожденным и не полностью дефектным квадратичным пространствам характеристики 2.